# حية الكرم الخضراء
حية الكرم الخضراء (الاسم العلمي Ahaetulla prasina)، هي نوع من  الثعابين من فصيلة الأحناش يصل طولها إلى 1,20 م، كونها خبيرة في الكمائن، تُراقب حية الكرم الخضراء فريستها، مُتحركة على مهل إلى الخلف وإلى الأمام ومحافظةً على لسانها جامداً لتجنُّب رؤيتها. إنها تضرب فريستها بجزء من الثانية، وتقدر بدقةٍ المسافة بأن  تُسدد بفضل أخاديد خاصة موجودة على خَطمِها. وتتغذى حية الكرم الخضراء على العظايات وطيور صغيرة وضفادع الشجر، وتعيش في حدود الغابات والأحراج، وتنتشر في شرق الهملايا والهند حتى الصين ومرورًا بإاندونيسيا والفلبين وبنغلاديش وفيتنام وبروناي وكمبوديا ولاوس وماليزيا وسنغافورة وبوتان وتايلاند وبورما.